# 2024年末のラグビーユニオン国際試合
2024年末のラグビーユニオン国際試合は、11月を中心に行われるラグビーユニオンの国際試合である。北半球では秋の国際試合となり、このうち、シックスネーションズ参加国の対戦（21試合）は「オータム・ネーションズ・シリーズ2024（Autumn Nations Series 2024、ANS 2024）」と位置づけられている。前年2023年は、ワールドカップ開催のため、年末期に国際試合は行われていない。

## 遠征
この期間に遠征を行うチームは、以下の通り。特記がないものは、対戦相手国で実施する。日付は現地時間。
  は、「オータム・ネーションズ・シリーズ2024（Autumn Nations Series 2024）」として シックス・ネーションズ・ラグビーが主催する21試合である（シックス・ネーションズ・ラグビー主催）。他は、通常の国際試合。
- オーストラリアは、イギリスおよびアイルランドの4か国と対戦する「グランドスラム・ツアー（Grand Slam tour）」を行う[6]。イングランドとの対戦は、2年ぶりの「エラ＝モブス・トロフィー」となる。
- ケニアとウガンダは隣国同士のホーム&アウェイ対戦で、2004年から「Elgon Cup（英語版）」として続いている[7]。

| 遠征チーム         | 対戦相手と結果                             | 対戦相手と結果              | 対戦相手と結果                           | 対戦相手と結果                           | 対戦相手と結果           | 対戦相手と結果        | 備考                 |
| 遠征チーム         | 10月26日(土)                               | 11月2日(土)～               | 11月8日(金)～                            | 11月15日(金)～                           | 11月22日(金)～           | 11月30日(土)          | 備考                 |
| ------------------ | ------------------------------------------ | --------------------------- | ---------------------------------------- | ---------------------------------------- | ------------------------ | --------------------- | -------------------- |
| 日本               | ニュージーランド · ●19-64 · 日本国内で対戦 |                             | フランス · ●12-52                        | ウルグアイ · 〇36-20 · フランスで対戦    | イングランド · ●14-59    |                       | [ 8 ]                |
| ニュージーランド   | 日本 · ○64-19                              | イングランド · 〇24-22      | アイルランド · 〇23-13                   | フランス · ●29-30                        | イタリア · 〇29-11       |                       | [ 9 ] [ 10 ]         |
| フィジー           |                                            | スコットランド · ●17-57     | ウェールズ · 〇24-19                     | スペイン · 〇33-19                       | アイルランド · ●17-52    |                       | [ 11 ]               |
| オーストラリア     |                                            | ブリストル・ベアーズ △10-10 | イングランド · 〇42-37                   | ウェールズ · 〇52-20                     | スコットランド · ●13-27  | アイルランド · ●19-22 | [ 12 ] [ 13 ]        |
| アルゼンチン       |                                            |                             | イタリア · 〇50-18                       | アイルランド · ●19-22                    | フランス · ●23-37        |                       | [ 14 ]               |
| 南アフリカ共和国   |                                            |                             | スコットランド · 〇32-15                 | イングランド · 〇29-20                   | ウェールズ · 〇45-12     |                       | [ 15 ]               |
| ウルグアイ         |                                            |                             | スペイン · ●24-33                        | 日本 · ●20-36 · フランスで対戦           | ルーマニア · 〇23-21     |                       | [ 16 ]               |
| トンガ             |                                            |                             | ルーマニア · ●15-25                      | アメリカ合衆国 · ●17-36 · フランスで対戦 | ジョージア · ●7-22       |                       | [ 17 ] [ 18 ] [ 19 ] |
| カナダ             |                                            |                             | チリ · ●14-44 · ルーマニアで対戦         | ルーマニア · ●27-35                      |                          |                       | [ 20 ]               |
| チリ               |                                            |                             | カナダ · 〇44-14 · ルーマニアで対戦      | オランダ · ●17-20                        | スコットランドA · ●17-19 |                       | [ 21 ]               |
| アメリカ合衆国     |                                            |                             | ポルトガル · 〇21-17                     | トンガ · 〇36-17 · フランスで対戦        | スペイン · 〇26-23       |                       | [ 22 ]               |
| ジンバブエ         |                                            | アラブ首長国連邦 · 〇62-22  |                                          | 韓国 · 〇27-22                           |                          |                       | [ 23 ]               |
| ジョージア         |                                            |                             | オールブラックスXV ●13-31 フランスで対戦 | イタリア · ●17-20                        |                          |                       | [ 24 ]               |
| ポルトガル         |                                            |                             |                                          | スコットランド · ●21-59 · フランスで対戦 |                          |                       | [ 25 ]               |
| ブラジル           |                                            |                             | 香港 · 〇23-10                           | 香港 · ●17-36                            |                          |                       | [ 23 ]               |
| ドイツ             |                                            | イギリス軍XV 〇43-26        |                                          | アラブ首長国連邦 · 〇26-20               |                          |                       | [ 23 ]               |
| ベルギー           |                                            | スイス · 〇48-7             |                                          |                                          |                          |                       | [ 26 ]               |
| ケニア             |                                            |                             |                                          | ウガンダ · 〇21-5                        |                          |                       | [ 7 ]                |
| ウガンダ           |                                            |                             | ケニア · ●25-27                          |                                          |                          |                       | [ 7 ]                |
| オーストラリアA    |                                            |                             | ブリストル・ベアーズ △                   | イングランドA · ●17-38                   |                          |                       | [ 13 ]               |
| オールブラックスXV |                                            | マンスター 〇38-24          | ジョージア · 〇31-13 · フランスで対戦    |                                          |                          |                       | [ 27 ]               |
| 遠征チーム         | 10月26日(土)                               | 11月2日(土)～               | 11月8日(金)～                            | 11月15日(金)～                           | 11月22日(金)～           | 11月30日(土)          | 備考                 |

## サモアの不参加
2024年7月11日、サモアラグビー協会は財政難を理由に、サモア代表が11月の国際試合期間中に遠征を行わないことを、ワールドラグビーに通知した。大きな原因として、スポンサー不足があるという。

## オータム・ネーションズ・シリーズ
オータム・ネーションズ・シリーズは、シックスネーションズ6か国（イングランド、アイルランド、スコットランド、ウェールズ、フランス、イタリア）へ、各国チームがヨーロッパ遠征で訪れて対戦するものを指す。

### MVP
ファン投票により、2024年オータム・ネーションズ・シリーズのMVPが決まり、アイルランド代表のフランカー、ジョシュ・バンダーフリアー（Josh van der Flier）が選ばれた。
得票数の割合は、ジョシュ・バンダーフリアーが37%を獲得し、チェスリン・コルビ（南アフリカ共和国）の34%が続いた。

### ウェールズの不振
ウェールズは、テストマッチ連敗記録を12に伸ばし、1暦年で1勝も挙げられない年となった。これは、1937年以来87年ぶり。

### 戦績
2024年オータム・ネーションズ・シリーズ21試合における 欧州6か国の戦績をまとめると、下表のとおり。
| チーム         | 対戦相手と結果            | 対戦相手と結果            | 対戦相手と結果             | 対戦相手と結果            | 対戦相手と結果           | 備考               |
| チーム         | 11月2日(土)～             | 11月8日(金)～             | 11月15日(金)～             | 11月22日(金)～            | 11月30日(土)             | 備考               |
| -------------- | ------------------------- | ------------------------- | -------------------------- | ------------------------- | ------------------------ | ------------------ |
| イングランド   | ニュージーランド · ●22-24 | オーストラリア · ●37-42   | 南アフリカ共和国 · ●20-29  | 日本 · 〇59-14            |                          |                    |
| フランス       |                           | 日本 · 〇52-12            | ニュージーランド · 〇30-29 | アルゼンチン · 〇37-23    |                          | テストマッチ４連勝 |
| アイルランド   |                           | ニュージーランド · ●13-23 | アルゼンチン · 〇22-19     | フィジー · 〇52-17        | オーストラリア · 〇22-19 |                    |
| スコットランド | フィジー · 〇57-17        | 南アフリカ共和国 · ●15-32 | ポルトガル · 〇59-21       | オーストラリア · 〇27-13  |                          |                    |
| ウェールズ     |                           | フィジー · ●19-24         | オーストラリア · ●20-52    | 南アフリカ共和国 · ●12-45 |                          | テストマッチ12連敗 |
| イタリア       |                           | アルゼンチン · ●18-50     | ジョージア · 〇20-17       | ニュージーランド · ●11-29 |                          |                    |

## 「20分レッドカード」の採用
2024年10月18日、「オータム・ネーションズシリーズ（ANS）」21試合（上記項目 を参照）を主催するシックス・ネーションズ・ラグビーは、TMOバンカーによる検討からではなくレフリーが即時に宣言する「20分レッドカード」、スクラム・ラインアウト・ゴールキックの「カウントダウンクロック」に関する試験ルールを導入・施行することを発表した。
これは、ワールドラグビーが2024年5月以降、推奨していたものであるため、オータム・ネーションズシリーズ21試合（シックス・ネーションズ・ラグビー主催）以外の試合（ワールドラグビー主催）も同様である。
「20分レッドカード」は、違反したプレーヤーは20分たっても復帰できないが、20分たった時点で他のプレーヤーが「交代」の形で復帰できる（元の人数に戻ることができる）。反則が故意で危険性が高いと判断された場合、反則を犯した選手は「完全なるレッドカード（フルレッドカード）」となり、20分たっても交代選手を出場させることができない（最後まで人数を欠いた状態になる）。
2024年時点で、フランスラグビー連盟は「20分レッドカード」の導入には反対の立場をとる。アイルランドラグビー協会は「フルレッドカード」と「20分レッドカード」の併用には賛成しているが、「20分レッドカード」の恒久的導入には反対している。
2024年11月10日、ウェールズ対フィジー戦において、フィジーのセミ・ランドランドラは、テストマッチで20分レッドカードを受けた最初の選手となった。

## 日本代表
「ラグビー日本代表 2024年メンバー」も参照。
2024年秋の日本代表は、大正製薬の特別協賛により、国内テストマッチを「リポビタンDチャレンジカップ2024」、海外でのテストマッチを「リポビタンDツアー2024」と称して実施する。
| キックオフ日時                         | 対戦相手         | 日本の勝敗 | 会場                                                         | 日本での呼称                    | ヨーロッパでの呼称               | 日本での放送・配信                                              | 備考                        |
| -------------------------------------- | ---------------- | ---------- | ------------------------------------------------------------ | ------------------------------- | -------------------------------- | --------------------------------------------------------------- | --------------------------- |
| 10月26日(土) 14:50                     | オールブラックス | ● 19-64    | 横浜国際総合競技場（日産スタジアム、神奈川県横浜市港北区）   | リポビタンDチャレンジカップ2024 | Autumn Internationals            | J SPORTS (生放送・生配信) 日本テレビ系列 (生放送) Hulu (生配信) | [ 43 ] [ 44 ]               |
| 11月9日(土)21:10 日本時間10日(日)5:10  | フランス代表     | ● 12-52    | スタッド・ド・フランス（フランス、パリ）                     | リポビタンDツアー2024           | オータム・ネーションズ・シリーズ | WOWOW (生放送・生配信)                                          | [ 46 ] [ 47 ] [ 48 ] [ 49 ] |
| 11月16日(土)14:30 日本時間22:30        | ウルグアイ代表   | ○ 36-20    | シャンベリー・サヴォワ・スタジアム（フランス、シャンベリー） | リポビタンDツアー2024           | Autumn Internationals            | J SPORTS (生放送・生配信) WOWOW (生配信)                        | [ 53 ] [ 54 ] [ 55 ] [ 56 ] |
| 11月24日(日)16:10 日本時間25日(月)1:10 | イングランド代表 | ● 14-59    | トゥイッケナム・スタジアム（イギリス、ロンドン）             | リポビタンDツアー2024           | オータム・ネーションズ・シリーズ | WOWOW (生放送・生配信)                                          | [ 57 ] [ 58 ] [ 59 ] [ 60 ] |

- WOWOWは、オータム・ネーションズ・シリーズ全21試合のうち10試合を放送し、全試合を配信する。
- ウルグアイ戦は オータム・ネーションズ・シリーズではないため、J SPORTSが生放送・生配信を行う。WOWOWも生配信を行う[52][51]。
- 他の対戦の放送・配信は、後述。

## 対戦
トライ時刻の後の「m」は、モール状態の中でのトライ。「c」は、クリアな状態でのトライを意味する。

### 10月26日
| 2024年10月26日(土) 14:50 JST (UTC+9) | 日本 | 19-64                    | ニュージーランド | 横浜国際総合競技場（日産スタジアム）, 横浜 観客数: 60,057人 レフリー: ジョーダン・ウェイ (オーストラリア) |
| 2024年10月26日(土) 14:50 JST (UTC+9) | T: ジョネ・ナイカブラ 5'c ファウルア・マキシ 19'm オペティ・ヘル 68'c G: 立川理道(1/2) 6' 松永拓朗(1/1) 69' | レポート 結果配信表 報道 | T: マーク・テレア 12' c パトリック・トゥイプロトゥ 16'c ビリー・プロクター 22'm サム・ケイン 25' サミペニ・フィナウ 31'm パシリオ・トシ 34'c アサフォ・アウムア 40'c キャム・ロイガード 44'c ルーベン・ラヴ(2) 77'c, 80+1'c G: ダミアン・マッケンジー(7/10) 13', 17', 35', 40+1', 44', 78', 80+2' | 横浜国際総合競技場（日産スタジアム）, 横浜 観客数: 60,057人 レフリー: ジョーダン・ウェイ (オーストラリア) |

### 11月2日 - 6日
| 2024年11月2日(金) 15:10 GMT (UTC+0) | イングランド                                                                     | 22-24         | ニュージーランド | アリアンツ・スタジアム, ロンドン, イギリス 観客数: 82,000人 レフリー: アンガス・ガードナー (オーストラリア) |
| 2024年11月2日(金) 15:10 GMT (UTC+0) | T: Feyi-Waboso 43' c G: スミス (1/1) 45' PG: スミス (5/5) 4', 12', 30', 36', 59' | レポート 報道 | T: テレア (2) 8' c, 75' c · ジョーダン 27' c · G: Bバレット (2/2) 9', 28' · マッケンジー (1/1) 76' · PG: マッケンジー (1/1) 66' · アントン・ライナートブラウン 77' · | アリアンツ・スタジアム, ロンドン, イギリス 観客数: 82,000人 レフリー: アンガス・ガードナー (オーストラリア) |

| 2024年11月2日 17:30 WET (UTC+0) | マンスター・ラグビー                                               | 24–38    | オールブラックスXV | Thomond Park, リムリック, アイルランド 観客数: 26,267人 レフリー: 滑川剛人 (日本) |
| 2024年11月2日 17:30 WET (UTC+0) | T: Haley 34'm PT 40' Hodnett 49'm Farrell 60'm G: Butler (1/1) 61' | レポート | T: Lam 22'c · Fihaki 28'c · McAlister 44'c · Tupaea 57'm · Naholo 75'c · プラマー 79'm · G: プラマー (4/6) 23', 29', 45', 76' · Isaia Walker-Leawere 40' · | Thomond Park, リムリック, アイルランド 観客数: 26,267人 レフリー: 滑川剛人 (日本) |

| 2024年11月2日 17:40 GMT (UTC+0) | スコットランド | 57–17    | フィジー | マレーフィールド・スタジアム, エディンバラ, スコットランド 観客数: 67,144人 レフリー: Craig Evans (ウェールズ) |
| 2024年11月2日 17:40 GMT (UTC+0) | T: Rowe 9' c グレアム (4) 14' c, 17' m, 52' c, 61' c ジョーンズ (2) 20' c, 78' c ファン・デル・メルヴァ 71' c G: ヘイスティングス (7/8) 9', 15', 21', 53', 62', 72', 79' PG: ヘイスティングス (1/1) 36' イワン・アシュマン 32' | レポート | T: Armstrong-Ravula 33' m · デレナランギ 40+4' m · イカニヴェレ 48' c · G: Armstrong-Ravula (1/2) 49' · フランク・ロマニ 3' · Apisalome Vota 13' · | マレーフィールド・スタジアム, エディンバラ, スコットランド 観客数: 67,144人 レフリー: Craig Evans (ウェールズ) |

- スコットランドはフィジーに対して40点差で勝利し、2018年11月10日の37点差記録を超え、過去最大となった。

| 2024年11月2日 20:00 CET (UTC+1) | ベルギー | 48-7 | スイス | スタッド・シャルル・トンドロー, モンス, ベルギー レフリー: Alex Frasson（イタリア） |
| 2024年11月2日 20:00 CET (UTC+1) | 出典     |      |        | スタッド・シャルル・トンドロー, モンス, ベルギー レフリー: Alex Frasson（イタリア） |

| 2024年11月5日 19:30 GST (UTC+4) | アラブ首長国連邦                                                                    | 22-62    | ジンバブエ | ザ・セブンズ, ドバイ, アラブ首長国連邦 レフリー: Morgan White（香港） |
| 2024年11月5日 19:30 GST (UTC+4) | T: Davetwalu 45' m Ferguson 61' c PT 77' G: Kennedy (1/1) 62' PG: Snetler (1/2) 33' | レポート | T: PT 14' Muzanargwo 20' c Mudariki (2) 30' c, 40' c Sigauke (3) 36' m, 66' c, 69' c Gurwe 65' m Mudzekenyedzi 71' c G: Prior (6/8) 21', 31', 40', 67', 70', 72' PG: Prior (1/1) 2' | ザ・セブンズ, ドバイ, アラブ首長国連邦 レフリー: Morgan White（香港） |

| 2024年11月6日 19:45 GMT (UTC+0) | イギリス軍XV | 26-43 | ドイツ | キングスホルム・スタジアム, グロスター, イングランド レフリー: Michael Todd（スコットランド） |
| 2024年11月6日 19:45 GMT (UTC+0) | レポート     |       |        | キングスホルム・スタジアム, グロスター, イングランド レフリー: Michael Todd（スコットランド） |

### 11月8日 - 10日
| 2024年11月8日 19:45 GMT (UTC+0) | ブリストル・ベアーズ                                                                                     | 10-10    | オーストラリア                                | アシュトン・ゲート・スタジアム, ブリストル, イングランド レフリー: Craig Evans (ウェールズ) |
| 2024年11月8日 19:45 GMT (UTC+0) | T: ヤンセ・ヴァン・レンスバーグ 48'c · G: Worsley (1/1) 49' · PG: Worsley (1/1) 36' · Ratu Naulago 74' · | レポート | T: Anderson (2) 8'm, 80'm · Joey Walton '24 · | アシュトン・ゲート・スタジアム, ブリストル, イングランド レフリー: Craig Evans (ウェールズ) |

| 2024年11月8日 20:10 WET (UTC+0) | アイルランド                                                                 | 13-23         | ニュージーランド | アビバ・スタジアム, ダブリン, アイルランド レフリー: ニック・ベリー (オーストラリア) |
| 2024年11月8日 20:10 WET (UTC+0) | T: バンダーフリアー 43'c G: クロウリー (1/1) 44' PG: クロウリー (2/2) 8',40' | レポート 報道 | T: ジョーダン 69'm · G: マッケンジー (0/1) 70' · PG: マッケンジー (6/7) 10',29',38',49',62',65' · ジョーディー・バレット 39' · | アビバ・スタジアム, ダブリン, アイルランド レフリー: ニック・ベリー (オーストラリア) |

| 2024年11月9日 16:00 HKT (UTC+8) | 香港                                                            | 10-23    | ブラジル                                                                           | 啓徳体育園, 九龍, 香港 レフリー: Reuben Keane (オーストラリア) |
| 2024年11月9日 16:00 HKT (UTC+8) | T: Matt Worley 28'c G: (1/1) 29' PG: Nathan De Thierry (1/1) 4' | レポート | T: Henrique Ferreira 37'm G: (0/1) PG: Lucas Tranquez (6/6) 8',13',27',33',42',63' | 啓徳体育園, 九龍, 香港 レフリー: Reuben Keane (オーストラリア) |

| 2024年11月9日 13:00 EET (UTC+2) | カナダ                                                                                                 | 14-44    | チリ | Stadionul Arcul de Triumf, ブカレスト, ルーマニア レフリー: Angus Mabey (ニュージーランド) |
| 2024年11月9日 13:00 EET (UTC+2) | T: L.Rumball 77'm · G: (0/1) P.Nelson · PG: P.Nelson (3/3) 5',10',40' · アンドリュー・クワトリン 69' · | レポート | T: C.Game 1'm R.Martínez 12'c M.Garafulic 26'c B.Videla 42'c D.Saavedra 50'm N.Garafulic (2) 54'm,57'm G: S.Videla (3/7) 13',27',43' PG: S.Videla (1/1) 66' | Stadionul Arcul de Triumf, ブカレスト, ルーマニア レフリー: Angus Mabey (ニュージーランド) |

- チリがカナダに対して30点差で勝利するのは、過去最大。

| 2024年11月9日 12:45 CET (UTC+1) | スペイン | 33-24    | ウルグアイ                                                                                | Estadio Nacional Complutense, マドリード, スペイン レフリー: Eoghan Cross (アイルランド) |
| 2024年11月9日 12:45 CET (UTC+1) | T: G.Minguillon 2'm · M.Cian 18'm · K.Aurrekoetea (2) 28'c,38'c · G: G.Vinuesa (2/4) 28',39' · PG: G.Vinuesa (3/3) 54',63',79' · Santiago Ovejero 40' · | レポート | T: PT 40' G.Pujadas 42'c F.Aliaga 59'c G: I.Álvarez (2/2) 42',60' PG: I.Álvarez (1/1) 77' | Estadio Nacional Complutense, マドリード, スペイン レフリー: Eoghan Cross (アイルランド) |

- この試合により、ケニアは「Elgon Cup」を防衛した[61]。

| 2024年11月9日 15:10 GMT (UTC+0) | イングランド | 37-42                    | オーストラリア | アリアンツ・スタジアム, ロンドン, イングランド レフリー: ベン・オキーフ (ニュージーランド) |
| 2024年11月9日 15:10 GMT (UTC+0) | T: カニンガムサウス (2) 4'm, 11'c スレイトホルム (2) 56'm, 67'c イトジェ 77'c G: スミス (3/5) 12',68',78' PG: スミス (2/2) 19',30' | レポート1 レポート2 報道 | T: ライト 26'c ウィルソン 33'c ウィリアムズ 49'm ケラウェイ 74'c ヨルゲンセン 80+3'c G: ロレシオ (2/3) 27',34' ドナルドソン (2/2) 75',80+4' PG: ロレシオ (3/3) 9',40+1',52' | アリアンツ・スタジアム, ロンドン, イングランド レフリー: ベン・オキーフ (ニュージーランド) |

- オーストラリアは、エラ＝モブス・トロフィーを2012年以来、12年ぶりに獲得した。
- オーストラリアがトゥイッケナム・スタジアムで勝利するのは、ワールドカップ2015（イングランド大会）以来、9年ぶり。

| 2024年11月9日 18:00 EET (UTC+2) | ルーマニア | 25-15    | トンガ | Stadionul Arcul de Triumf, ブカレスト, ルーマニア レフリー: Gianluca Gnecchi (イタリア) |
| 2024年11月9日 18:00 EET (UTC+2) | T: Boboc 27' m · Vaovasa 51' m · PG: Conache (4/4) 9', 45', 60', 69' · Rupanu (1/1) 77' · Corrado Stetco 12' · Marius Simionescu 15' · Kamil Sobota 69' · | レポート | T: Tapueluelu 5' m · Filimone 14' c · G: Pellegrini (1/2) 15' · PG: Pellegrini (1/1) 42' · Harison Mataele 65' · | Stadionul Arcul de Triumf, ブカレスト, ルーマニア レフリー: Gianluca Gnecchi (イタリア) |

| 2024年11月9日 16:00 WET (UTC+0) | ポルトガル                                                              | 17-21    | アメリカ合衆国                                                                       | エスタディオ・シダーデ・デ・コインブラ, コインブラ, ポルトガル レフリー: Sam Grove-White (スコットランド) |
| 2024年11月9日 16:00 WET (UTC+0) | T: ストルティ 26'c リマ 62'c G: Aubry (2/2) 27',63' PG: Aubry (1/1) 12' | レポート | T: Ryan 16'c オーギュスパーガー 34'c Pifeleti 77'c G: マクギンティ (3/3) 17',35',78' | エスタディオ・シダーデ・デ・コインブラ, コインブラ, ポルトガル レフリー: Sam Grove-White (スコットランド) |

| 2024年11月9日 18:40 CET (UTC+1) | イタリア | 18-50    | アルゼンチン | スタディオ・フリウーリ, ウーディネ, イタリア レフリー: Matthew Carley (イングランド) |
| 2024年11月9日 18:40 CET (UTC+1) | T: PT 32' · ニコテーラ 68'm · G: アラン (0/1) 69' · PG: アラン (2/2) 40+3',42' · ロレンツォ・カンノーネ 75' · | レポート | T: マリア 10'c · ベルトラノウ 28'c · スクラビ 48'c · アルボルノス 56'c · コルデロ 65'm · アレマノ 72'c · デルグイ 77'c · G: アルボルノス (6/7) 11',29',49',57',73',78' · PG: アルボルノス (1/1) 3' · フアン・マルティン・ゴンサレス 32' · | スタディオ・フリウーリ, ウーディネ, イタリア レフリー: Matthew Carley (イングランド) |

| 2024年11月9日 21:10 CET (UTC+1) | フランス | 52-12                               | 日本                                                                         | スタッド・ド・フランス, セーヌ＝サン＝ドニ県, フランス レフリー: Damian Schneider (アルゼンチン) |
| 2024年11月9日 21:10 CET (UTC+1) | T: ビエルビアレ 4'm,28'c ガイエトン 10'c ルマ 19'c モーヴァカ 34'm グロ 42'c ブドゥアン 54'c,75'c G: ラモス (6/8) 11',20',29',43',55',66' | タイムライン 結果配信表 報道1 報道2 | T: 立川理道 50'c テビタ・タタフ61'm G: 齋藤直人 (1/1) 11' 松永拓朗 (0/1) 62' | スタッド・ド・フランス, セーヌ＝サン＝ドニ県, フランス レフリー: Damian Schneider (アルゼンチン) |

- フランスのグレゴリー・アルドリットがテストマッチ50キャップ目。

| 2024年11月10日 14:00 CET (UTC+1) | ジョージア                                                                                               | 13-31    | オールブラックスXV                                                                                           | GGL Stadium, モンペリエ, フランス レフリー: Jordan Way (オーストラリア) |
| 2024年11月10日 14:00 CET (UTC+1) | T: カルカゼ 8'c · G: マトカヴァ (1/1) 8' · PG: マトカヴァ (2/2) 28',40+2' · ヴァシル・ロブジャニゼ 31' · | レポート | T: エクランド (2) 14'c,42'm マクロード 24'm クリスティ 33'c スレーター 67' c G: ジェイコム (3/5) 15',34',68' | GGL Stadium, モンペリエ, フランス レフリー: Jordan Way (オーストラリア) |

| 2024年11月10日 13:40 GMT (UTC+0) | ウェールズ                                                                                | 19-24    | フィジー | プリンシパリティ・スタジアム, カーディフ, ウェールズ レフリー: Luc Ramos (フランス) |
| 2024年11月10日 13:40 GMT (UTC+0) | T: マレー 8'c · PT 19' · べヴァン 66' m · G: アンスコム (1/1) 9' · トミー・レフェル '13 · | レポート | T: マンツ 24' c · トゥイソヴァ 60' m · G: マンツ (1/2) 25' · PG: マンツ (4/4) 12', 43', 49', 75' · エリア・カナカイヴァタ '18 · 20分セミ・ランドランドラ '20 · | プリンシパリティ・スタジアム, カーディフ, ウェールズ レフリー: Luc Ramos (フランス) |

- フィジーのセミ・ランドランドラは、テストマッチで20分レッドカードを受けた最初の選手となった[39]。

| 2024年11月10日 16:10 GMT (UTC+0) | スコットランド                                            | 15-32         | 南アフリカ共和国 | マレーフィールド・スタジアム, エディンバラ, スコットランド レフリー: Christophe Ridley (イングランド) |
| 2024年11月10日 16:10 GMT (UTC+0) | PG: ラッセル (5/5) 16',21',32',43',60' 20分カミングス '10 | レポート 報道 | T: マピンピ (2) 3'm, 34'c · Tデュトイ 29' c · ヴィーセ 79'c · G: ポラード (3/4) 30',35',80' · PG: ポラード (2/2) 64',73' · マピンピ '57 · | マレーフィールド・スタジアム, エディンバラ, スコットランド レフリー: Christophe Ridley (イングランド) |

### 11月15日 - 17日
| 2024年11月15日 20:10 WET (UTC+0) | アイルランド | 22-19    | アルゼンチン | アビバ・スタジアム, ダブリン, アイルランド 観客数: 51,700人 レフリー: [[ポール・ウィリアムズ (レフリー) | ポール・ウィリアムズ]] (ニュージーランド) |
| 2024年11月15日 20:10 WET (UTC+0) | T: クロウリー 3' c · ハンセン 5' m · マッカーシー 31' c · G: クロウリー (2/3) 4', 32' · DG: クロウリー (1/1) 20' · ビーラム '15 · マッカーシー '49 · | レポート | T: マリア 44' c · G: アルボルノス (1/1) 45' · PG: アルボルノス (4/4) 11', 17', 25', 50' · モローニ '1 · ゴメス・コデラ '74 · | アビバ・スタジアム, ダブリン, アイルランド 観客数: 51,700人 レフリー: [[ポール・ウィリアムズ (レフリー) |                                           |

- アイルランドのキアン・ヒーリーは、この試合で133キャップを獲得し、ブライアン・オドリスコルが持つアイルランド最多キャップとタイ記録となった。

| 2024年11月16日 16:00 KST (UTC+9) | 韓国                                                                                     | 22-27    | ジンバブエ                                                                                    | 仁川南洞アジアードラグビー競技場, 仁川広域市, 韓国 レフリー: 山内昂輝（日本） |
| 2024年11月16日 16:00 KST (UTC+9) | T: Soo Hyuk 34' c Geon-gyu 62' m Noh 76' c G: Ki Min (2/3) 35', 77' PG: Ki Min (1/1) 17' | レポート | T: Mavesere (2) 3' c, 67' c Burnett 10' c G: Prior (3/3) 4', 11', 68' PG: Prior (2/3) 2', 43' | 仁川南洞アジアードラグビー競技場, 仁川広域市, 韓国 レフリー: 山内昂輝（日本） |

| 2024年11月16日 16:00 HKT (UTC+8) | 香港 | 36-17    | ブラジル                                                       | 啓徳体育園, 九龍, 香港 レフリー: 古瀬健樹 (日本) |
| 2024年11月16日 16:00 HKT (UTC+8) | T: Shing 5' c Spanton 55' c Axten-Burrett 66' c Matt Worley 75' m G: De Thierry (3/4) 6', 56', 66' PG: De Thierry (2/2) 26', 42' | レポート | T: Bastardie 30' c Dias 34' Ferreira 47' G: Tranquez (1/3) 31' | 啓徳体育園, 九龍, 香港 レフリー: 古瀬健樹 (日本) |

| 2024年11月16日 15:30 GST (UTC+4) | アラブ首長国連邦                                                                   | 20-26    | ドイツ                                                                                 | ザ・セブンズ, ドバイ, アラブ首長国連邦 レフリー: 手束伊吹（日本） |
| 2024年11月16日 15:30 GST (UTC+4) | T: Naisau 15' c Kennedy 50' c G: Kennedy (2/2) 16', 51' PG: Kennedy (2/2) 38', 43' | レポート | T: Lammers (2) 23' c, 60' m Hacker 40' c Henn 47' c G: Klewinghaus (3/4) 24', 40', 48' | ザ・セブンズ, ドバイ, アラブ首長国連邦 レフリー: 手束伊吹（日本） |

- アラブ首長国連邦とドイツの初対戦。

| 2024年11月16日 16:00 EAT (UTC+3) | ウガンダ | 5-21 | ケニア | Kings Park Arena, カンパラ, ウガンダ |
| 2024年11月16日 16:00 EAT (UTC+3) |          |      |        | Kings Park Arena, カンパラ, ウガンダ |

| 2024年11月16日 14:00 CET (UTC+1) | オランダ                                                                              | 20-17    | チリ                                                                                 | NRCA Stadium, アムステルダム, オランダ レフリー: Jeremy Rozier (フランス) |
| 2024年11月16日 14:00 CET (UTC+1) | T: Van der Avoird (2) 63' c, 68' c G: Meijer (2/2) 64', 69' PG: Meijer (2/3) 10', 16' | レポート | T: Tchimin 40' c D. Escobar 73' c G: S. Videla (2/2) 40', 74' PG: S. Videla (1/1) 5' | NRCA Stadium, アムステルダム, オランダ レフリー: Jeremy Rozier (フランス) |

- オランダとチリの初対戦。

| 2024年11月16日 14:30 CET (UTC+1) | 日本 | 36-20                                        | ウルグアイ                                                                            | シャンベリー・サヴォワ・スタジアム, シャンベリー, フランス レフリー: Christophe Ridley (イングランド) |
| 2024年11月16日 14:30 CET (UTC+1) | T: 姫野和樹 10' · 濱野隼大 32' · 下川甲嗣 36' · ジョネ・ナイカブラ 52' · ディラン・ライリー 78' · G: 松永拓朗 (0/4) · 齋藤直人 (1/1) 79' · PG: 松永拓朗 (1/1) 26' · 齋藤直人 (2/3) 61',69' · 齋藤直人 39' · 20分ワーナー・ディアンズ 66' · | タイムライン 結果配信表 報道1 報道2 処分結果 | T: ディアナ 7' ビアンキ 44' G: アルバレス (2/2) 8', 45' PG: アルバレス (2/2) 20', 40' | シャンベリー・サヴォワ・スタジアム, シャンベリー, フランス レフリー: Christophe Ridley (イングランド) |

- 2023年9月完成のシャンベリー・サヴォワ・スタジアムにおいて、初めてのテストマッチ。アメリカ合衆国対トンガ戦とのダブルヘッダーで開催された[62][63]。

| 2024年11月16日 17:30 CET (UTC+1) | アメリカ合衆国 | 36-17    | トンガ                                                                     | シャンベリー・サヴォワ・スタジアム, シャンベリー, フランス レフリー: ホリー・デビッドソン (スコットランド) |
| 2024年11月16日 17:30 CET (UTC+1) | T: Besag 9' m Damm 19' c Iscaro 26' c デ・ハース 46' c マクギンティ 54' c G: マクギンティ (4/5) 20', 27', 47', 55' PG: マクギンティ (1/1) 71' 20分Mitch Wilson 36' | レポート | T: F. Paea 5' c Fainga'anuku 49' m Nginingini 65' m G: Pellegrini (1/2) 6' | シャンベリー・サヴォワ・スタジアム, シャンベリー, フランス レフリー: ホリー・デビッドソン (スコットランド) |

- アメリカ合衆国がトンガに勝利するのは、1999年の初戦での勝利以来、25年ぶり[64]。

| 2024年11月16日 15:00 CET (UTC+1) | スペイン                                                                                        | 19-33    | フィジー | エスタディオ・ホセ・ソリージャ, バリャドリッド, スペイン レフリー: Morné Ferreira (南アフリカ共和国) |
| 2024年11月16日 15:00 CET (UTC+1) | T: PT 21' · PG: López-Bontempo (4/4) 10', 42', 46', 51' · en:J.W.Bell 27' · en:Ekain Imaz 28' · | レポート | T: ロンガニマシ 11' c · マンガラ 53' m · マタヴェシ 58' c · ナヤザレヴ 63' c · Turagacoke 69' c · G: マンツ (4/5) 12', 59', 64', 70' · シミオネ・クルヴォリ 21' · | エスタディオ・ホセ・ソリージャ, バリャドリッド, スペイン レフリー: Morné Ferreira (南アフリカ共和国) |

| 2024年11月16日 15:10 GMT (UTC+0) | スコットランド | 59-21    | ポルトガル                                                                                               | マレーフィールド・スタジアム, エディンバラ, スコットランド 観客数: 61,027人 レフリー: 滑川剛人 (日本) |
| 2024年11月16日 15:10 GMT (UTC+0) | T: Hurd 3' m McDowall 11' c PT 26' グレアム 33' c Bayliss 37' c バッティ 43' m Reed (2) 58' c, 61' c Dobie 72' c G: ヘイスティングス (6/7) 11', 34', 38', 59', 62', 73' | レポート | T: Begic 42' c · Marques 54' c · ストルティ 66' c · G: Marques (3/3) 43', 55', 67' · Duarte Torgal '26 · | マレーフィールド・スタジアム, エディンバラ, スコットランド 観客数: 61,027人 レフリー: 滑川剛人 (日本) |

- スコットランドのグレアムは、この試合でテストマッチ29トライ目となり、ドゥーハン・ファン・デル・メルヴァが持つ最多トライ数とタイ記録となった。

| 2024年11月16日 18:00 EET (UTC+2) | ルーマニア | 35-27    | カナダ | Stadionul Arcul de Triumf, ブカレスト, ルーマニア レフリー: Sam Grove-White (スコットランド) |
| 2024年11月16日 18:00 EET (UTC+2) | T: Manumua 31'm · Chirică 33'c · Neagu (2) 42'c, 69'm · Horvat 50' m · G: Conache (2/4) 34', 43' · PG: Conache (2/2) 16', 22' · en:Cristi Boboc 12' · Stefan Buruiana 44' · | レポート | T: PT 12' · ラムボール 48'c · Parry 55'c · G: ネルソン (2/2) 29', 56' · PG: ネルソン (2/2) 26', 37' · アンドリュー・コー 29' · | Stadionul Arcul de Triumf, ブカレスト, ルーマニア レフリー: Sam Grove-White (スコットランド) |

| 2024年11月16日 17:40 GMT (UTC+0) | イングランド                                                                      | 20-29         | 南アフリカ共和国 | アリアンツ・スタジアム, ロンドン, イングランド レフリー: アンドリュー・ブライス (アイルランド) |
| 2024年11月16日 17:40 GMT (UTC+0) | T: スレイトホルム '3 アンダーヒル '25 G: スミス (2/2) '4, '26 PG: スミス '15, '51 | レポート 報道 | T: ウィリアムズ '10 · デュトイ '16 · コルビ (2) '21, '62 · G: リボック (2/3) '11, 22' · PG: ポラード '58, '63 · Steenekamp · | アリアンツ・スタジアム, ロンドン, イングランド レフリー: アンドリュー・ブライス (アイルランド) |

| 2024年11月16日 21:10 CET (UTC+1) | フランス                                                                                       | 30-29         | ニュージーランド                                                                           | スタッド・ド・フランス, セーヌ＝サン＝ドニ県, フランス レフリー: ニカ・アマシュケリ (ジョージア) |
| 2024年11月16日 21:10 CET (UTC+1) | T: Buros '32 ブドゥアン '43 ビエル＝ビアレ '50 G: ラモス '32, '44, '51 PG: ラモス '6, '57, '72 | レポート 報道 | T: Lakai '8 ロイガード '26 G: バレット '9 PG: バレット '36 マッケンジー '54, '61, '67, '74 | スタッド・ド・フランス, セーヌ＝サン＝ドニ県, フランス レフリー: ニカ・アマシュケリ (ジョージア) |

- フランスがニュージーランドに3連勝するのは、1994年6月26日、7月3日、1995年11月11日以来となる[65]。
- ニュージーランドのパトリック・トゥイプロトゥがテストマッチ50キャップ目を獲得した。

| 2024年11月17日 14:40 CET (UTC+1) | イタリア                                                                 | 20-17    | ジョージア | スタディオ・ルイジ・フェッラーリス, ジェノヴァ, イタリア レフリー: ベン・オキーフ (ニュージーランド) |
| 2024年11月17日 14:40 CET (UTC+1) | T: PT 53' フスコ 63' c G: ガルビシ (1/1) 64' PG: ガルビシ (2/2) 22', 31' | レポート | T: タブツァゼ 23' c · ロブジャニゼ 37' c · G: マトカヴァ (2/2) 24', 38' · PG: マトカヴァ (1/1) 33' · タブツァゼ '52 · | スタディオ・ルイジ・フェッラーリス, ジェノヴァ, イタリア レフリー: ベン・オキーフ (ニュージーランド) |

| 2024年11月17日 14:00 GMT (UTC+0) | イングランドA | 38-17    | オーストラリアA                                                                                         | トゥイッケナム・ストゥープ, ロンドン, イングランド レフリー: Eoghan Cross (アイルランド) |
| 2024年11月17日 14:00 GMT (UTC+0) | T: Heyes 6' m Murley (2) 42' m, 77' c Langdon 56' c Fisilau 61' c ミュア 67' c G: Atkinson (2/4) 57', 62' シルコック (2/2) 68', 78' | レポート | T: Reimer 9' c van Nek 65' c G: ライナー (1/1) 10' McLaughlin-Phillips (1/1) 66' PG: ライナー (1/1) 30' | トゥイッケナム・ストゥープ, ロンドン, イングランド レフリー: Eoghan Cross (アイルランド) |

| 2024年11月17日 16:10 GMT (UTC+0) | ウェールズ | 20-52         | オーストラリア | プリンシパリティ・スタジアム, カーディフ, ウェールズ 観客数: 56,000人 レフリー: James Doleman (ニュージーランド) |
| 2024年11月17日 16:10 GMT (UTC+0) | T: ウェインライト 24' c B.Thomas 67' c G: アンスコム (1/1) 25' コステロウ (1/1) 68' PG: アンスコム (2/2) 30', 33' | レポート 報道 | T: ライト (3) 12' m, 60' c, 79' m フロスト 15' c フェスラー (3) 21' c, 46' c, 51' c イキタウ 74' c G: ロレシオ (6/8) 16', 22', 47', 52', 61', 75' 20分サム・ケレビ '40 | プリンシパリティ・スタジアム, カーディフ, ウェールズ 観客数: 56,000人 レフリー: James Doleman (ニュージーランド) |

- ウェールズは、同チーム143年間において史上最長となるテストマッチ11回連続敗北を記録した[66][67]。
- オーストラリアの52得点は、ウェールズとのアウェー戦で過去最大。
- オーストラリアのサム・ケレビとロブ・ヴァレティニは、テストマッチ50試合出場を達成。

### 11月22日 - 24日
| 2024年11月22日 21:10 CET (UTC+1) | フランス | 37-23    | アルゼンチン | スタッド・ド・フランス, セーヌ＝サン＝ドニ県, フランス 観客数: 66,640人 レフリー: ルーク・ピアース (イングランド) |
| 2024年11月22日 21:10 CET (UTC+1) | T: フランマン 8' c ヴィリエール 32' c ビエル＝ビアレ 57' c G: ラモス (3/3) 9', 33', 58' PG: ラモス (3/3) 15', 22', 40' | レポート | T: ガジョ 55' c · ルイス 69' c · G: アルボルノス (2/2) 56', 69' · PG: アルボルノス (3/3) 14', 19', 25'フリアン・モントージャ 2' · フアン・マルティン・ゴンサレス 34' · | スタッド・ド・フランス, セーヌ＝サン＝ドニ県, フランス 観客数: 66,640人 レフリー: ルーク・ピアース (イングランド) |

| 2024年11月23日 12:45 CET (UTC+1) | スペイン                                                                               | 23–26    | アメリカ合衆国                                                                                         | Estadio Nacional Complutense, マドリード, スペイン レフリー: Saba Abulashvili (ジョージア) |
| 2024年11月23日 12:45 CET (UTC+1) | T: Saleta 11' c Nieto 61' m Cian 69' m G: Vinuesa (1/3) 12' PG: Vinuesa (2/2) 17', 51' | レポート | T: オーギュスパーガー 21' c Lopeti (2) 31' c, 55' c O’Keeffe 45' m G: マクギンティ (3/4) 22', 32', 56' | Estadio Nacional Complutense, マドリード, スペイン レフリー: Saba Abulashvili (ジョージア) |

- アメリカ合衆国が11月ヨーロッパ遠征で無敗となったのは、2013年以来11年ぶり。

| 2024年11月23日 15:10 WET (UTC+0) | アイルランド | 52–17    | フィジー                   | アビバ・スタジアム, ダブリン, アイルランド 観客数: 51,700人 レフリー: ホリー・デビッドソン (スコットランド) |                                                                               |
| 2024年11月23日 15:10 WET (UTC+0) | T: ドリス 4' c バンダーフリアー 14' c ケイシー 29' c ハンセン (2) 40+1' c, 67' m アキ 46' c Gマッカーシー 63' c ケラハー 78' m G: プレンダーガスト (5/7) 5', 30', 40+2', 47', 64' ケイシー (1/1) 15' | レポート | T: [[キティオネ・サラワJr. | アビバ・スタジアム, ダブリン, アイルランド 観客数: 51,700人 レフリー: ホリー・デビッドソン (スコットランド) | サラワ]] 54' c Turagacoke 65' c G: マンツ (2/2) 55', 66' PG: マンツ (1/1) 17' |

| 2024年11月23日 18:00 EET (UTC+2) | ルーマニア                                                                        | 21–23    | ウルグアイ                                                                                        | Stadionul Arcul de Triumf, ブカレスト, ルーマニア レフリー: Adam Leal (イングランド) |
| 2024年11月23日 18:00 EET (UTC+2) | T: Butnariu 18' c Sikuea 69' m G: Rupanu (1/2) 19' PG: Rupanu (3/4) 12', 30', 47' | レポート | T: ミエレス 9' c I. Álvarez 57' c G: Sアルバレス (2/2) 9', 57' PG: Sアルバレス (3/4) 5', 14', 78' | Stadionul Arcul de Triumf, ブカレスト, ルーマニア レフリー: Adam Leal (イングランド) |

| 2024年11月23日 17:40 GMT (UTC+0) | ウェールズ                                             | 12–45    | 南アフリカ共和国 | プリンシパリティ・スタジアム, カーディフ, ウェールズ 観客数: 67,236人 レフリー: Karl Dickson (イングランド) |
| 2024年11月23日 17:40 GMT (UTC+0) | T: ダイアー 40' m ボタム 79' c G: B.トーマス (1/1) 80' | レポート | T: モスタート 5' c エツベス 8' m アレンゼ 18' c ロウ 33' c ファッシ 53' m スティンカンプ 61' c Jo.ヘンドリクス 75' c G: Jo.ヘンドリクス (5/7) 6', 19', 34', 62', 76' | プリンシパリティ・スタジアム, カーディフ, ウェールズ 観客数: 67,236人 レフリー: Karl Dickson (イングランド) |

- 南アフリカ共和国は、プリンス・ウィリアム・カップを防衛した。
- ウェールズは、テストマッチ連敗記録を12に伸ばし、1暦年で1勝も挙げられない年となった[33]。これは、1937年以来87年ぶり[34]。

| 2024年11月23日 18:00 GMT (UTC+0) | スコットランドA                                      | 19–17    | チリ                                                                                                  | Hive Stadium, エディンバラ, スコットランド レフリー: Gianluca Gnecchi (イタリア) |
| 2024年11月23日 18:00 GMT (UTC+0) | T: Reed 2' m Dodd 55' c PT 71' G: Thompson (1/2) 56' | レポート | T: Strabucchi 29' c N. Garafulic 80' c G: Videla (1/1) 30' M. Garafulic (1/1) 80' PG: Videla (1/) 56' | Hive Stadium, エディンバラ, スコットランド レフリー: Gianluca Gnecchi (イタリア) |

| 2024年11月23日 21:10 CET (UTC+1) | イタリア                                             | 11–29    | ニュージーランド | アリアンツ・スタジアム, トリノ, イタリア 観客数: 40,732人 レフリー: Pierre Brousset (フランス) |
| 2024年11月23日 21:10 CET (UTC+1) | T: メノンチェッロ 75' m PG: Pガルビシ (2/2) 11', 15' | レポート | T: ロイガード 23' c ジョーダン 38' c テレア 69' c Bバレット 78' m G: Bバレット (3/4) 24', 39', 70' PG: Bバレット (1/1) 14' | アリアンツ・スタジアム, トリノ, イタリア 観客数: 40,732人 レフリー: Pierre Brousset (フランス) |

| 2024年11月24日 13:40 GMT (UTC+0) | スコットランド | 27–13    | オーストラリア                                                          | マレーフィールド・スタジアム, エディンバラ, スコットランド 観客数: 67,144人 レフリー: Chris Busby (アイルランド) |
| 2024年11月24日 13:40 GMT (UTC+0) | T: トゥイプロトゥ 32' c ファン・デル・メルヴァ 51' Bayliss 67' m ラッセル 71' m G: ラッセル (2/4) 33', 52' PG: ラッセル (1/2) 43' | レポート | T: ポッター 75' c G: ドナルドソン (1/1) 76' PG: ロレシオ (2/2) 22', 45' | マレーフィールド・スタジアム, エディンバラ, スコットランド 観客数: 67,144人 レフリー: Chris Busby (アイルランド) |

- スコットランドは、ホープタウン・カップを奪還した。
- スコットランドは、1暦年におけるテストマッチの最多勝利数（9勝）を記録した。
- スコットランドのドゥーハン・ファン・デル・メルヴァは、国際試合で30回目のトライを決め、スコットランドの最高トライ記録を再び樹立した。
- スコットランドのマット・ファガーソンが、テストマッチ50試合出場を達成した。

| 2024年11月24日 18:00 GST (UTC+4) | ジョージア | 22-7 | トンガ | ミヘイル・メスヒ・スタジアム, トビリシ, ジョージア レフリー: Luc Ramos (フランス) |
| 2024年11月24日 18:00 GST (UTC+4) | レポート   |      |        | ミヘイル・メスヒ・スタジアム, トビリシ, ジョージア レフリー: Luc Ramos (フランス) |

| 2024年11月24日 16:10 GMT (UTC+0) | イングランド | 59-14                               | 日本                                                      | アリアンツ・スタジアム, ロンドン, イングランド レフリー: Craig Evans (ウェールズ) |
| 2024年11月24日 16:10 GMT (UTC+0) | T: ベン・アール 9' サム・アンダーヒル 14' ジェイミー・ジョージ (2) 23',31' オリ—・スライトホーム 37' ジョージ・ファーバンク 54' ルーク・カウワンディッキー (2) 60',65' トム・ローバック 69' G: マーカス・スミス (7/9) 10',15',24',32',38',66',70' | 結果配信表 タイムライン 報道1 報道2 | T: 齋藤直人 34' 姫野和樹 62' G: 齋藤直人 34' 松永拓朗 63' | アリアンツ・スタジアム, ロンドン, イングランド レフリー: Craig Evans (ウェールズ) |

### 11月30日
| 2024年11月30日 15:10 WET (UTC+0) | アイルランド | 22–19    | オーストラリア                                                                   | アビバ・スタジアム, ダブリン, アイルランド 観客数: 51,700人 レフリー: Andrea Piardi (イタリア) |
| 2024年11月30日 15:10 WET (UTC+0) | T: バンダーフリアー 22' m ドリス 49' c G. McCarthy 72' c G: Prendergast (1/2) 49' クロウリー (1/1) 73' PG: Prendergast (1/1) 42' | レポート | T: ヨルゲンセン 18' c G: ロレシオ (1/1) 19' PG: ロレシオ (4/4) 9', 32', 54', 62' | アビバ・スタジアム, ダブリン, アイルランド 観客数: 51,700人 レフリー: Andrea Piardi (イタリア) |

- アイルランドは、ランズダウン・カップを防衛した。
- アイルランドにとって、対外戦150周年を記念する試合だった[68]。
- キアン・ヒーリーは134キャップ目。ブライアン・オドリスコルが持つ133キャップを上回り、アイルランド代表として最多キャップ獲得選手となった。

## 放送・配信

### 日本国内
WOWOWは、オータム・ネーションズシリーズ21試合のうち、10試合を生放送。全21試合を生配信およびオンデマンド配信。
| 放送・配信の 日時 (日本時間) | 対戦                               | WOWOW  | WOWOW  | WOWOW             | 備考   |
| 放送・配信の 日時 (日本時間) | 対戦                               | 生放送 | 生配信 | オンデマンド 配信 | 備考   |
| ---------------------------- | ---------------------------------- | ------ | ------ | ----------------- | ------ |
| 11月2日23:55                 | イングランド vs ニュージーランド   | ●      | ●      | ●                 |        |
| 11月3日2:25                  | スコットランド vs フィジー         |        | ●      | ●                 |        |
| 11月9日4:55                  | アイルランド vs ニュージーランド   | ●      | ●      | ●                 |        |
| 11月9日23:55                 | イングランド vs オーストラリア     | ●      | ●      | ●                 |        |
| 11月10日2:25                 | イタリア vs アルゼンチン           |        | ●      | ●                 |        |
| 11月10日4:40                 | フランス vs 日本                   | ●      | ●      | ●                 | [ 70 ] |
| 11月10日22:25                | ウェールズ vs フィジー             |        | ●      | ●                 |        |
| 11月11日0:55                 | スコットランド vs 南アフリカ共和国 |        | ●      | ●                 |        |
| 11月16日4:55                 | アイルランド vs アルゼンチン       | ●      | ●      | ●                 |        |
| 11月16日23:55                | スコットランド vs ポルトガル       |        | ●      | ●                 |        |
| 11月17日2:25                 | イングランド vs 南アフリカ共和国   | ●      | ●      | ●                 |        |
| 11月17日4:55                 | フランス vs ニュージーランド       | ●      | ●      | ●                 |        |
| 11月17日22:25                | イタリア vs ジョージア             |        | ●      | ●                 |        |
| 11月18日0:55                 | ウェールズ vs オーストラリア       |        | ●      | ●                 |        |
| 11月23日4:55                 | フランス vs アルゼンチン           | ●      | ●      | ●                 |        |
| 11月23日23:55                | アイルランド vs フィジー           |        | ●      | ●                 |        |
| 11月24日2:25                 | ウェールズ vs 南アフリカ共和国     |        | ●      | ●                 |        |
| 11月24日4:55                 | イタリア vs ニュージーランド       | ●      | ●      | ●                 |        |
| 11月24日22:25                | スコットランド vs オーストラリア   |        | ●      | ●                 |        |
| 11月25日0:40                 | イングランド vs 日本               | ●      | ●      | ●                 |        |
| 11月30日23:55                | アイルランド vs オーストラリア     |        | ●      | ●                 |        |

WOWOWは、オータム・ネーションズシリーズではない「ウルグアイvs日本戦」について、下表のとおり生配信のみを行う。
| 月日 (日本時間) | 対戦                     | J SPORTS | J SPORTS | WOWOW   | WOWOW   | 日本テレビ系        | 日本テレビ系 | 備考                           | 出典          |
| 月日 (日本時間) | 対戦                     | 放送     | 配信     | 放送    | 配信    | 放送 日本テレビ系列 | 配信 Hulu    | 備考                           | 出典          |
| --------------- | ------------------------ | -------- | -------- | ------- | ------- | ------------------- | ------------ | ------------------------------ | ------------- |
| 11月26日        | オールブラックス vs 日本 | ●生放送  | ●生配信  |         |         | ●生放送             | ●生配信      | 日本国内開催                   | [ 41 ] [ 42 ] |
| 11月10日        | フランス vs 日本         |          |          | ●生放送 | ●生配信 |                     |              | オータム・ネーションズシリーズ | [ 45 ]        |
| 11月16日        | ウルグアイ vs 日本       | ●生放送  | ●生配信  |         | ●生配信 |                     |              |                                | [ 51 ] [ 52 ] |
| 11月25日        | イングランド vs 日本     |          |          | ●生放送 | ●生配信 |                     |              | オータム・ネーションズシリーズ | [ 45 ]        |